# Stachytarpheta jamaicensis
Espèce

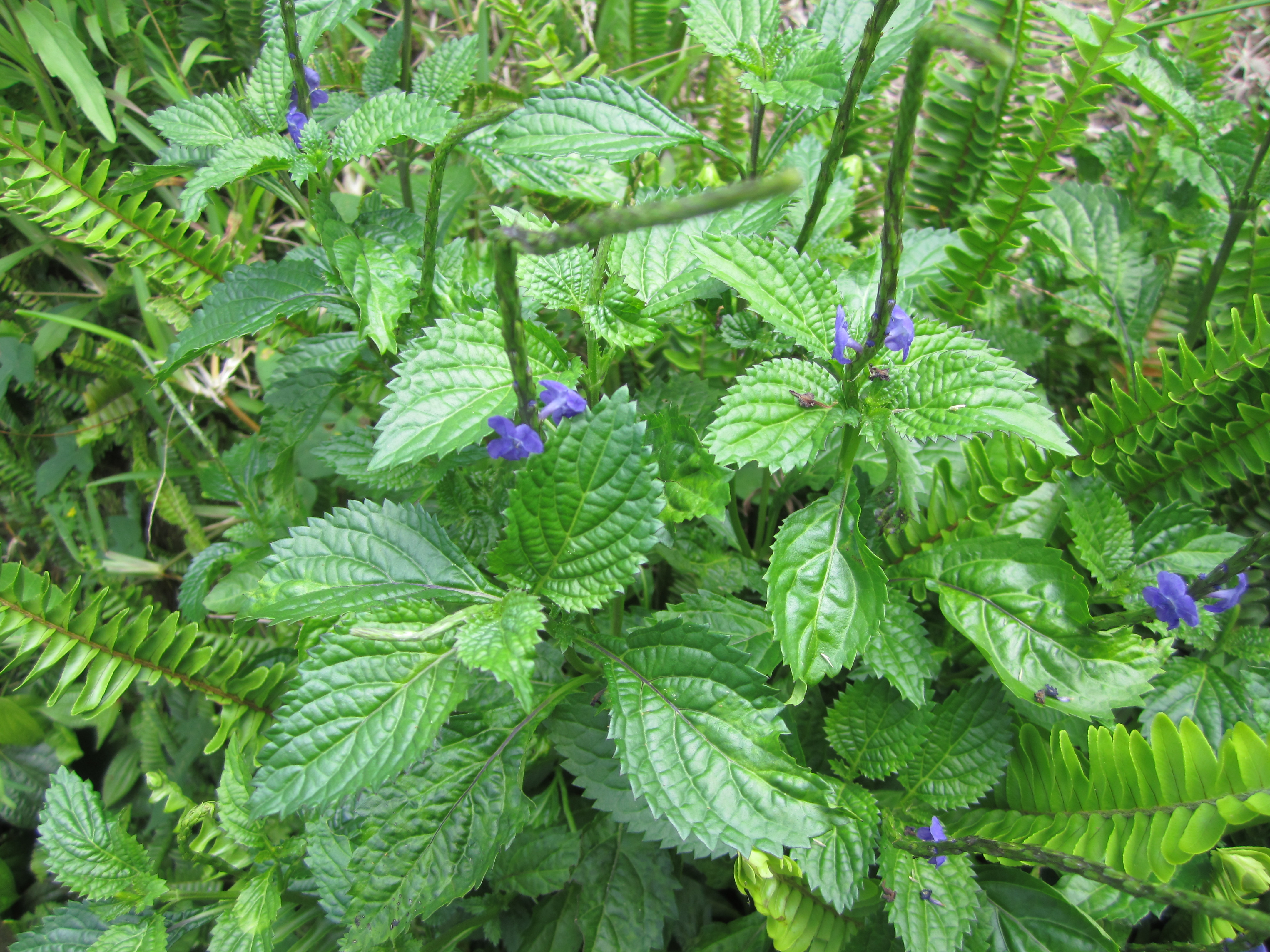
Stachytarpheta jamaicensis sur l'île de La Réunion.

Stachytarpheta jamaicensis, la Bleuète, Épi bleu, Herbe à chenilles, Herbe bleue, Queue de rat ou encore Véven bleu, est une espèce de plantes herbacées vivaces, ou de sous-arbrisseaux, de la famille des Verbenaceae, originaire d'Amérique.

## Description

### Aspect général
Il s'agit d'une plante annuelle pouvant atteindre 1 m de haut, érigée ou subprostrée. Les variétés arbustives peuvent dépasser 2 m.

### Feuilles

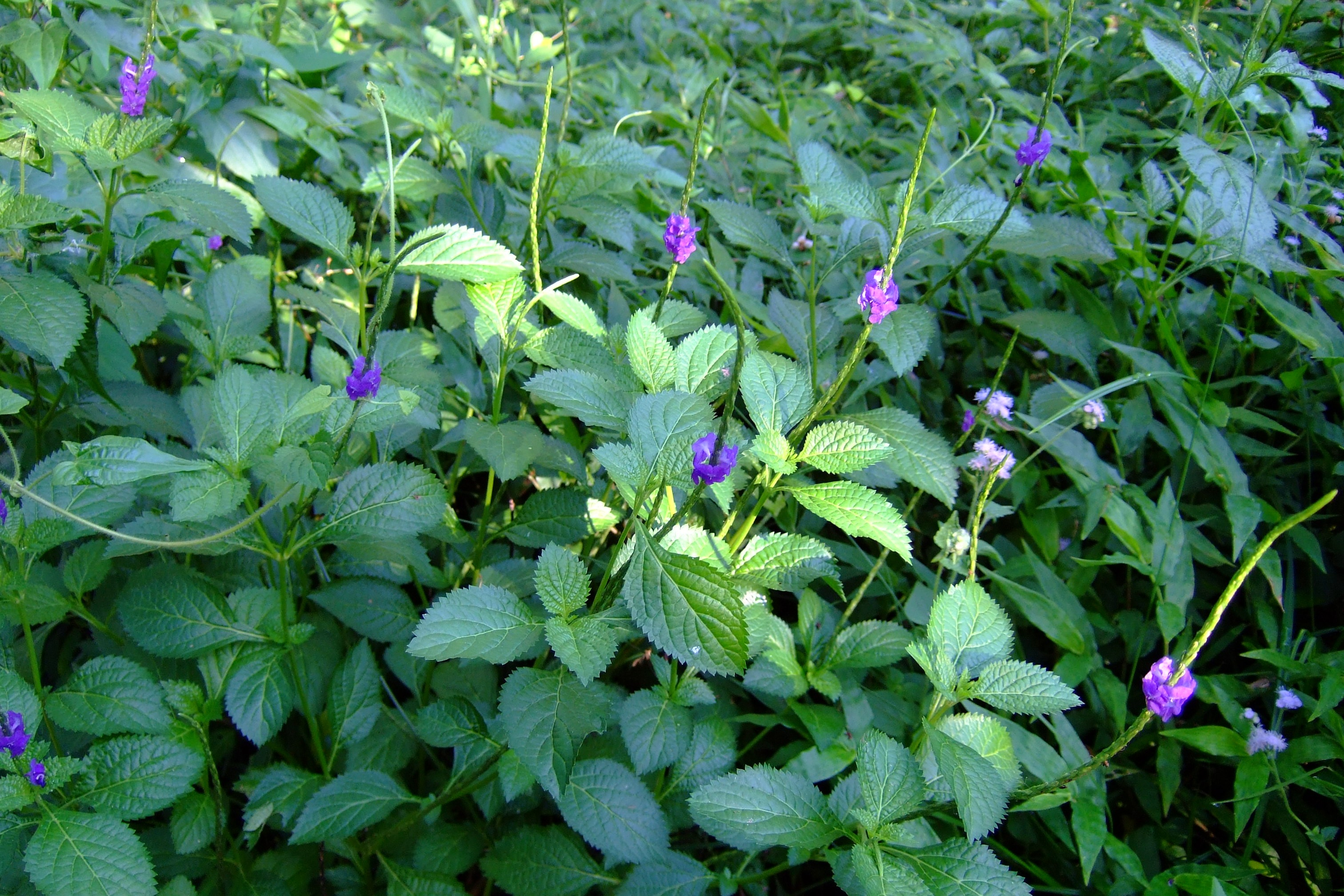
Stachytarpheta jamaicensis

Les feuilles ovales ou oblongues atteignent 5 cm de long et 2 cm de large, elles sont grossièrement dentées, en coin à leur base.

### Fleurs

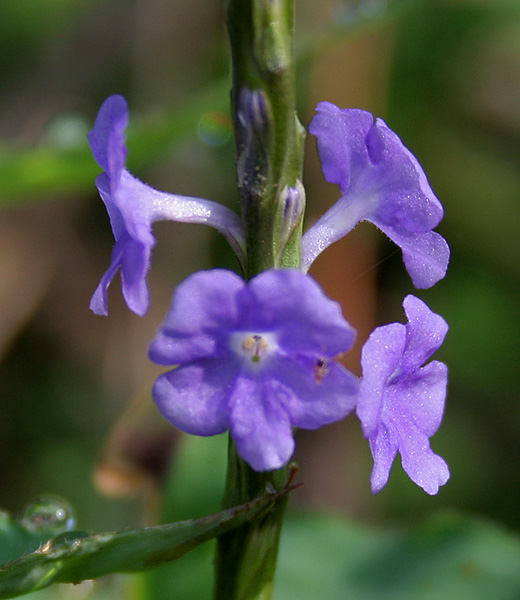
Stachytarpheta jamaicensis, détail des fleurs.

Les fleurs bleues ou violettes atteignent 4 mm de long, elles naissent dans les dépressions de l'axe qui porte des bractées appressées serrées. L'épi atteint 30 cm de long.

### Fruits

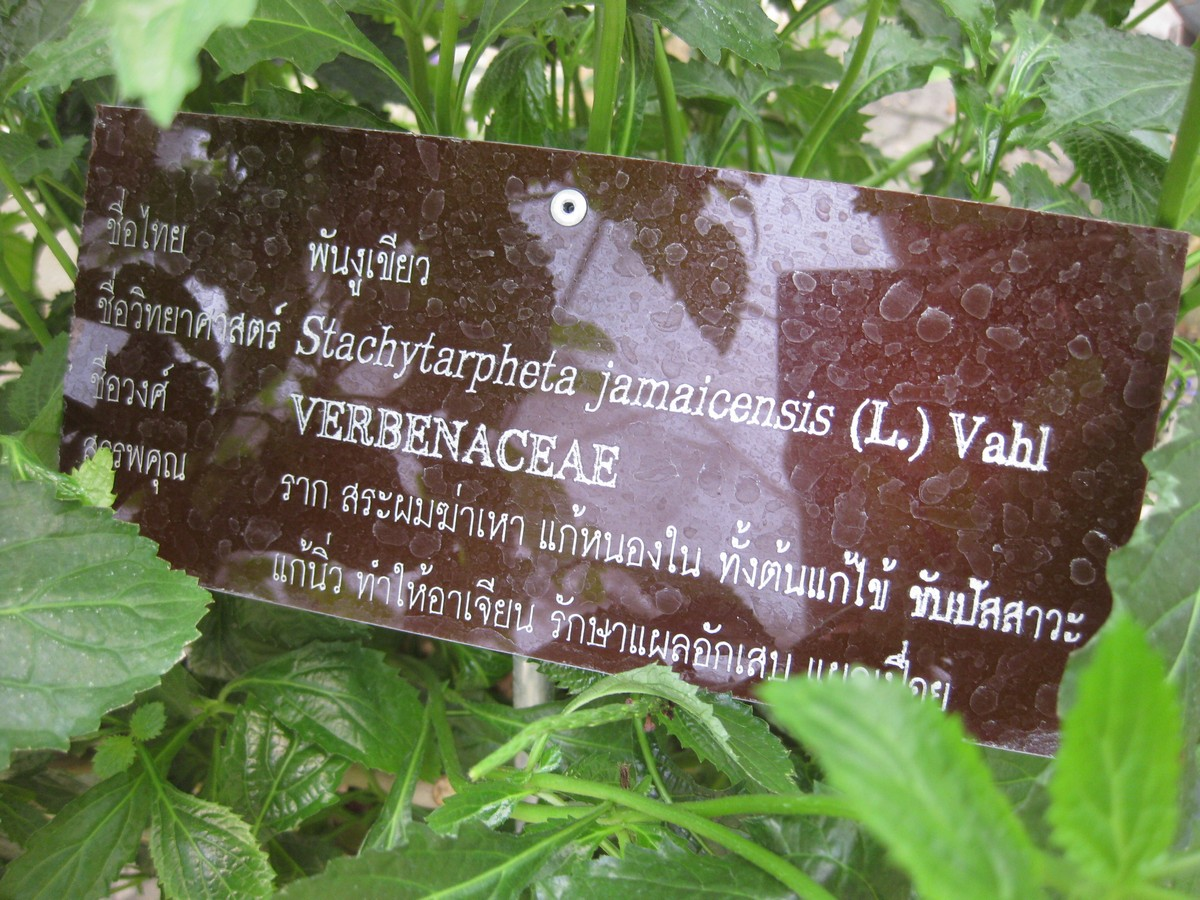
Panneau descriptif en thaï et nom scientifique (jardin botanique de la reine Sirikit, Thaïlande).
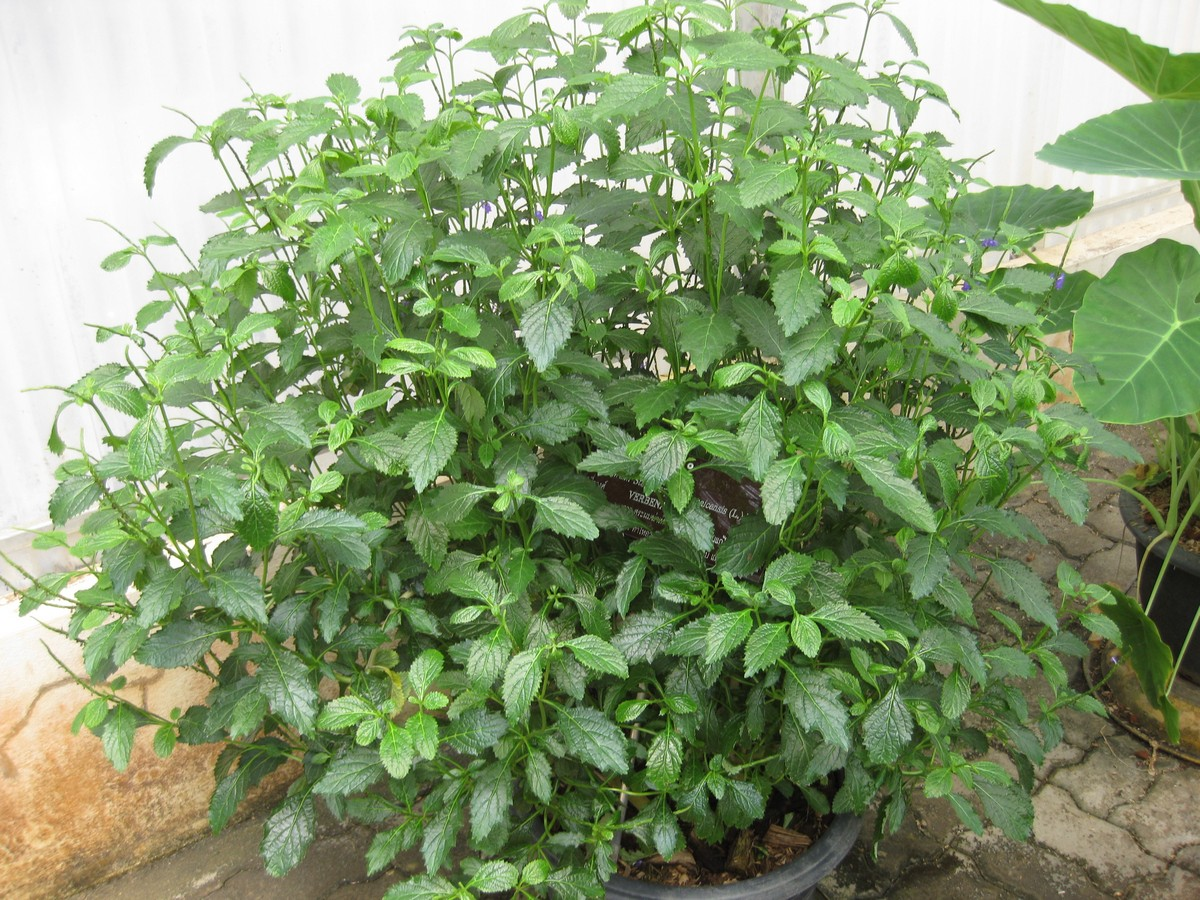
Pied de Stachytarpheta jamaicensis (jardin botanique de la reine Sirikit, Thaïlande).
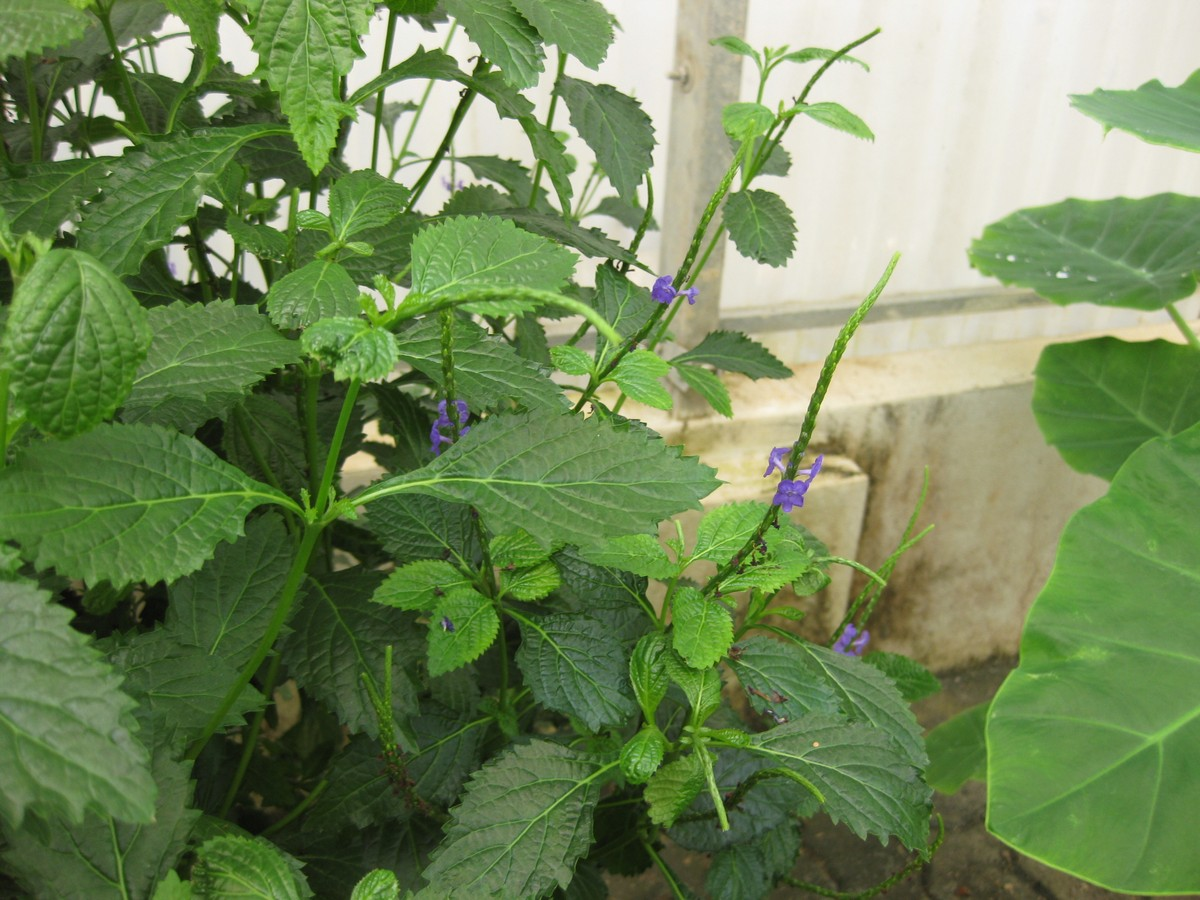
Fleurs bleues et feuilles dentées (jardin botanique de la reine Sirikit, Thaïlande).
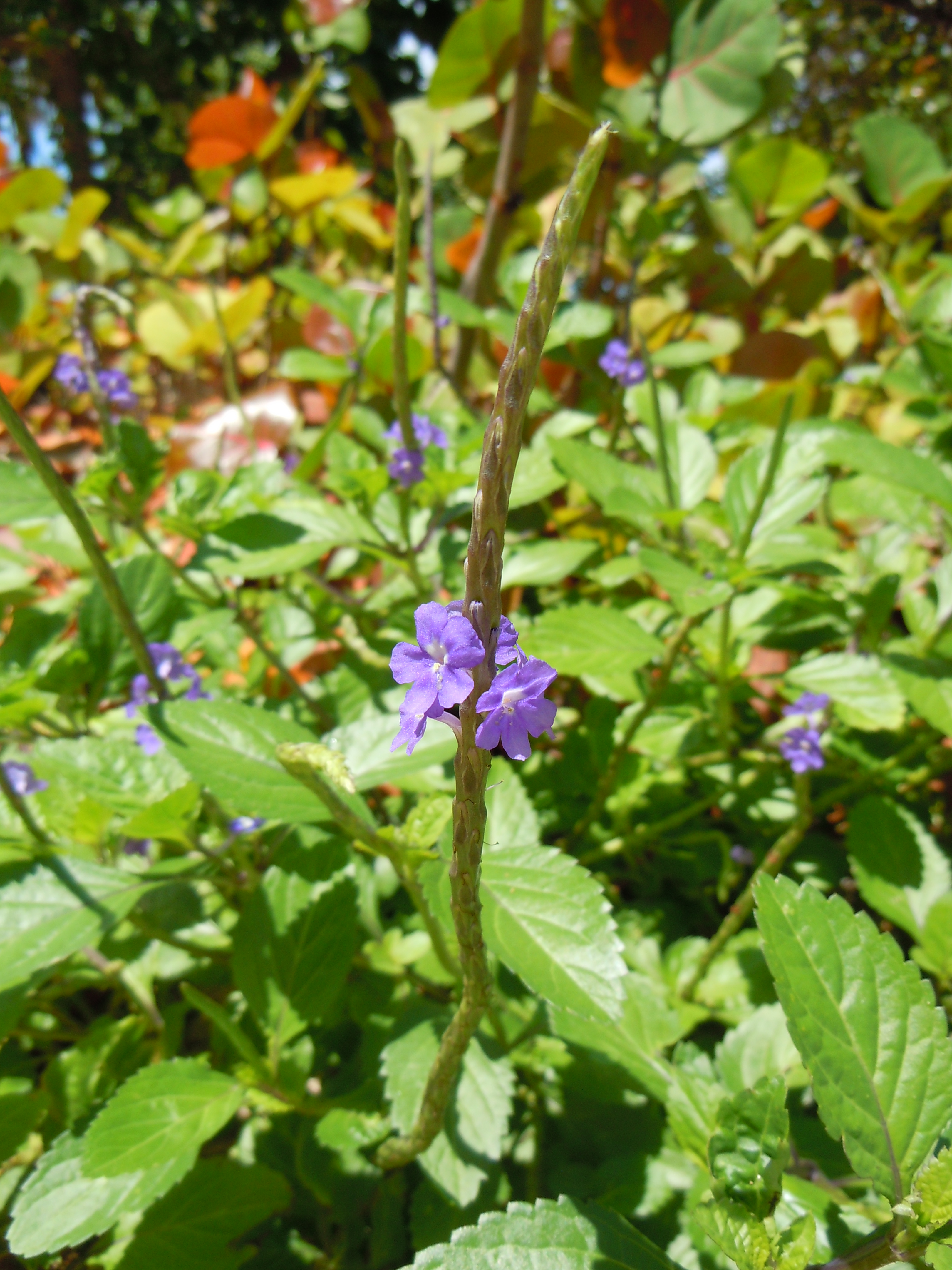
Vue de l'épi floral de Stachytarpheta jamaicensis en Guadeloupe.
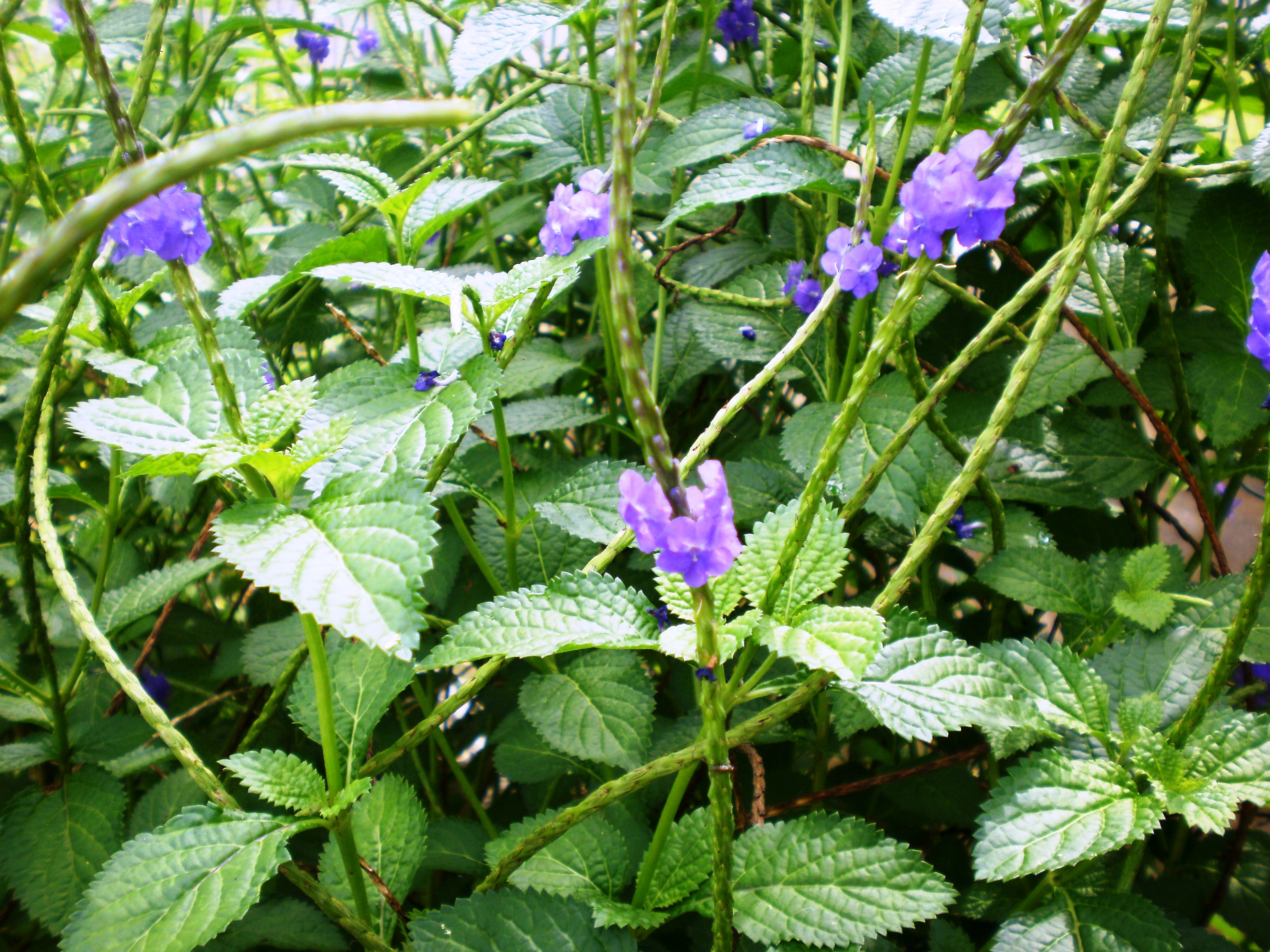
Aspect général.

## Répartition et habitat
Stachytarpheta jamaicensis est originaire des Caraïbes et de Floride. On le trouve généralement le long des routes de campagne, et il pousse également bien comme plante rudérale sur un terrain perturbé.
Cette espèce s'est naturalisée dans les zones tropicales d'Afrique et d'Asie. En Afrique de l'Est, c'est une mauvaise herbe des plantations côtières de cocotiers. 

## Systématique
Le nom correct complet (avec auteur) de ce taxon est Stachytarpheta jamaicensis (L.) Vahl. L'espèce a été initialement classée dans le genre Verbena sous le basionyme Verbena jamaicensis L..
Ce taxon porte en français les noms vernaculaires ou normalisés suivants : Bleuète,, Épi bleu,, Herbe à chenilles,, Herbe bleue,, Queue de rat,,, Véven bleu.
Stachytarpheta jamaicensis a pour synonymes :

- Abena jamaicensis (L.) Hitchc.
- Cymburus urticifolius Salisb.
- Stachytarpheta bogoriensis Zoll. & Moritzi
- Stachytarpheta indica var. jamaicensis (L.) Razi
- Stachytarpheta jamaicensis f. albiflora S.S.Ying
- Stachytarpheta jamaicensis f. atrocaerulea Moldenke
- Stachytarpheta jamaicensis f. atrocoerulea Moldenke
- Stachytarpheta jamaicensis f. monstrosa Moldenke
- Stachytarpheta jamaicensis var. longifolia Hiern
- Stachytarpheta pilosiuscula Kunth
- Troximon elatum Greene, 1887
- Valerianodes jamaicense
- Valerianoides jamaicense f. glabrum Kuntze
- Valerianoides jamaicense f. strigosum Kuntze
- Valerianoides jamaicense var. angustifolium Kuntze
- Valerianoides jamaicense var. linearifolium Kuntze
- Valerianoides jamaicense var. spathulatum Kuntze
- Valerianoides jamaicense (L.) Medik.
- Valerianoides jamaicense (L.) Medik. ex Kuntze
- Valerianoides jamaicensis f. glabra Kuntze
- Valerianoides jamaicensis f. strigosa Kuntze
- Valerianoides jamaicensis var. angustifolia Kuntze
- Valerianoides jamaicensis var. spathulata Kuntze
- Valerianoides jamaicensis (L.) Kuntze
- Valerianoides jamaicensis (L.) Medik.
- Verbena americana Mill.
- Verbena jamaicensis L.
- Verbena pilosiuscula (Kunth) Endl.
- Vermicularia decurrens Moench
- Zappania jamaicensis (L.) Lam.

## Utilisation
Stachytarpheta jamaicensis est utilisé en tisane à la fois purgative et sédative.
Les feuilles fraîches sont consommées dans le thé de brousse comme tonique « rafraîchissant » et nettoyant pour le sang, pour traiter « l’asthme » et les « estomacs ulcérés ».
Il a été démontré que le thé infusé à partir de cette espèce provoque une « chute de la pression artérielle ». Cependant, il a également été observé que le thé provoquait une « toxicité systématique légère non dépendante de la dose » dans divers tissus du corps, « comme la congestion, les changements graisseux et la nécrose du foie, des vaisseaux sanguins, des reins, des poumons et des testicules, mais le cerveau, les yeux, les intestins et le cœur étaient essentiellement normaux ».